# Ali (film)
Az Ali 2001-ben bemutatott amerikai életrajzi sportdráma, amelynek társírója, producere és rendezője Michael Mann.
A film a Will Smith által alakított Muhammad Ali bokszoló életének tíz évét mutatja be 1964 és 1974 között: a nehézsúlyú bajnoki cím megszerzését Sonny Listontól, az iszlám hitre való áttérését, a vietnámi háború elleni kritikáit és a bokszból való száműzését, a visszatérését, hogy 1971-ben Joe Frazier ellen küzdjön, és végül a cím visszaszerzését George Foremantől az 1974-es Rumble in the Jungle küzdelemben. Ezenkívül kitér az Egyesült Államokban Malcolm X és Martin Luther King Jr. meggyilkolását követő nagy társadalmi és politikai felfordulásra is.
A további szerepeket Jamie Foxx, Jon Voight, Mario Van Peebles, Ron Silver, Jeffrey Wright és Mykelti Williamson alakítja.
A projekt 1992-ben kezdődött, amikor Paul Ardaji producer megvásárolta Muhammad Ali élettörténetének filmes jogait. Ardaji 1992-ben meglátogatta Alit az 50. születésnapján, és meggyőzte: engedélyezze, hogy film készüljön az életéről.
2000 februárjában jelentették be, hogy Mann átvette a rendezői posztot, miután Oscar-díjra jelölték A bennfentes című filmért. A film készítése 2001. január 11-én kezdődött Los Angelesben 105 millió dolláros költségvetésből. A forgatás New Yorkban, Chicagóban, Miamiban és Mozambikban is zajlott.
A film általánosságban pozitív értékeléseket kapott a kritikusoktól, azonban bevételi szempontból megbukott. Will Smith és Jon Voight Oscar-jelölést kapott a legjobb férfi főszereplő, illetve a legjobb férfi mellékszereplő kategóriában.

## Cselekmény
A film Muhammad Ali sportbeli felemelkedését mutatja be: a Sonny Liston ellen 1964-ben megnyert nehézsúlyú ökölvívó-világbajnokságtól egészen a legendás, George Foreman elleni Rumble in the Jungle bokszmeccsig, amelyre 1974-ben Zaire-ben került sor.
A bokszbajnok életének e tíz legmozgalmasabb és legmeghatározóbb éve alatt találta meg új identitását afroamerikai muszlimként, aki megszabadult a rabszolgaság örökségétől. Az elején megismerhetjük a polgárjogi mozgalom vezetőjéhez, Malcolm X-hez fűződő kapcsolatát, és azt is, később hogyan határolódott el tőle. Ali sikeresen harcolt a vietnámi háborús besorozás ellen, ami majdnem a karrierje végét jelentette. A végletekig elment, hogy győzedelmeskedjen ellenfeleivel szemben, akikkel verbálisan is felvette a harcot. A film nemcsak Muhammad Ali legnagyobb győzelmével ér véget, hanem azzal is, amikor az őszinte küzdelem világhírű ikonjává vált. 
A film kitér a nőkhöz fűződő megosztó viszonyára is. Első, nagyon rövid életű házassága alkalmával azt követelte, hogy felesége, Sonji térjen át az iszlám hitre. A házasság azonban meghiúsult, mert Sonji nem akarja betartani az Ali által megkövetelt iszlám öltözködési szabályokat. Második felesége Zaire-be utazott, mert nem akarja elveszíteni őt, miután Ali egyik viszonya nyilvánosságra került.

## Szereplők
| Színész              | Szerep                                      | Magyar hang          |
| -------------------- | ------------------------------------------- | -------------------- |
| Will Smith           | Cassius Clay Jr. / Cassius X / Muhammad Ali | Csík Csaba Krisztián |
| Jamie Foxx           | Drew Bundini Brown                          | Zámbori Soma         |
| Jon Voight           | Howard Cosell                               | Szokolay Ottó        |
| Mario Van Peebles    | Malcolm X                                   | Laklóth Aladár       |
| Ron Silver           | Angelo Dundee                               | Szersén Gyula        |
| Jeffrey Wright       | Howard Bingham                              | Wohlmuth István      |
| Jada Pinkett Smith   | Sonji Roi                                   | Zsigmond Tamara      |
| James Toney          | Joe Frazier                                 | Bácskai János        |
| Michael Bentt        | Sonny Liston                                | Faragó András        |
| Joe Morton           | Chauncey Eskridge                           | Faragó András        |
| Barry Shabaka Henley | Herbert Muhammad                            | Versényi László      |
| Nona Gaye            | Belinda Ali                                 | Pikali Gerda         |
| Don King             | Mykelti Williamson                          | Karácsonyi Zoltán    |

## Bevételi adatok
Az Ali 2001. december 25-én, karácsony napján került a mozikba. A nyitóhétvégén 2446 moziban összesen 14,7 millió dolláros bevételt hozott. A film világszerte összesen 87,7 millió dolláros bevételt termelt. A magas gyártási és marketingköltségek miatt a film végül 100 millió dolláros veszteséget okozott a Columbia Picturesnek. A film sikertelenségét részben a konkurens A Gyűrűk Ura: A Gyűrű Szövetsége okozta.

## Alternatív változatok
A filmet 2001-ben mutatták be a mozikban, 157 perc hosszúsággal. Ez a változat 2002. április 30-án jelent meg DVD-n. Mann ezután újravágta a filmet, és egy új, 165 perces változatot készített, amely 2004. június 1-jén jelent meg DVD-n rendezői változat formájában (The Director's Cut). Körülbelül 4 percnyi mozis anyagot eltávolítottak, míg Mann 14 percnyi korábban nem látott anyagot visszatett a filmbe. A rendezői változathoz tartalmazza Mann audiokommentárját is. A film mozis változata 2009-ben Franciaországban Blu-ray-en, 2012-ben pedig Németországban jelent meg. 2016-ban Mann egy harmadik vágást készített, jelentősen átdolgozva a filmet Ali halála után. Törölt egy mérkőzést, és olyan jeleneteket és felvételeket tett bele, amelyek Ali életének politikai oldalára összpontosítanak. Ez a változat 152 perces, és 2017. január 17-én jelent meg Blu-Rayen az Amerikai Egyesült Államokban Commemorative Edition néven.

## Fordítás
- Ez a szócikk részben vagy egészben  az   Ali (film) című angol Wikipédia-szócikk fordításán alapul.  Az eredeti cikk szerkesztőit annak laptörténete sorolja fel. Ez a jelzés csupán a megfogalmazás eredetét és a szerzői jogokat jelzi, nem szolgál a cikkben szereplő információk forrásmegjelöléseként.